# Clinogaster notabilis
Clinogaster notabilis är en tvåvingeart som beskrevs av Wulp 1892. Clinogaster notabilis ingår i släktet Clinogaster och familjen parasitflugor. Inga underarter finns listade i Catalogue of Life.